# 詹姆斯·费尔格里夫
詹姆斯·费尔格里夫（James Fairgrieve，1870年—1953年）是一位英国地理学家、教育家、地缘政治学家。 

## 生平
詹姆斯·费尔格里夫于1870年出生在苏格兰，父亲是一位苏格兰长老会牧师。他就读于阿伯里斯特威斯大學，于1889年毕业，然后进入牛津大学耶稣学院学习数学。
费尔格里夫的职业生涯始于苏格兰的凯尔索和坎貝爾城，然后搬到伦敦，创办了新南门中学（New Southgate High School）。1907年，他成为威廉·埃利斯学校的地理学教师。
费尔格里夫没有受过地理方面的正式培训，但业余进修了倫敦政治經濟學院的地理学课程。这些课程由英國地理學家與地緣政治家哈尔福德·麦金德教授。从那时起，费尔格里夫一生都致力于地理学。
费尔格里夫在1912年离开威廉·埃利斯学校，到1935年从伦敦大学学院教育研究院退休。在这期间是他的职业生涯的辉煌时期。除教学外，他还在伦敦大学和地理学会担任过许多有影响力的职位（1935年担任地理学会会长）。他对地理学的见解基本上集中于人文地理学。

## 著作
- 《地理与世界霸权》（Geography and World Power），1915年
- 《学校地理学》（Geography in School），1926年